# Roccascalegna
Roccascalegna est une commune de la province de Chieti dans la région Abruzzes en Italie.

## Culture
De 1986 à 1992 fut tourné dans le village le film Sottovoce de Claudio Pazienza

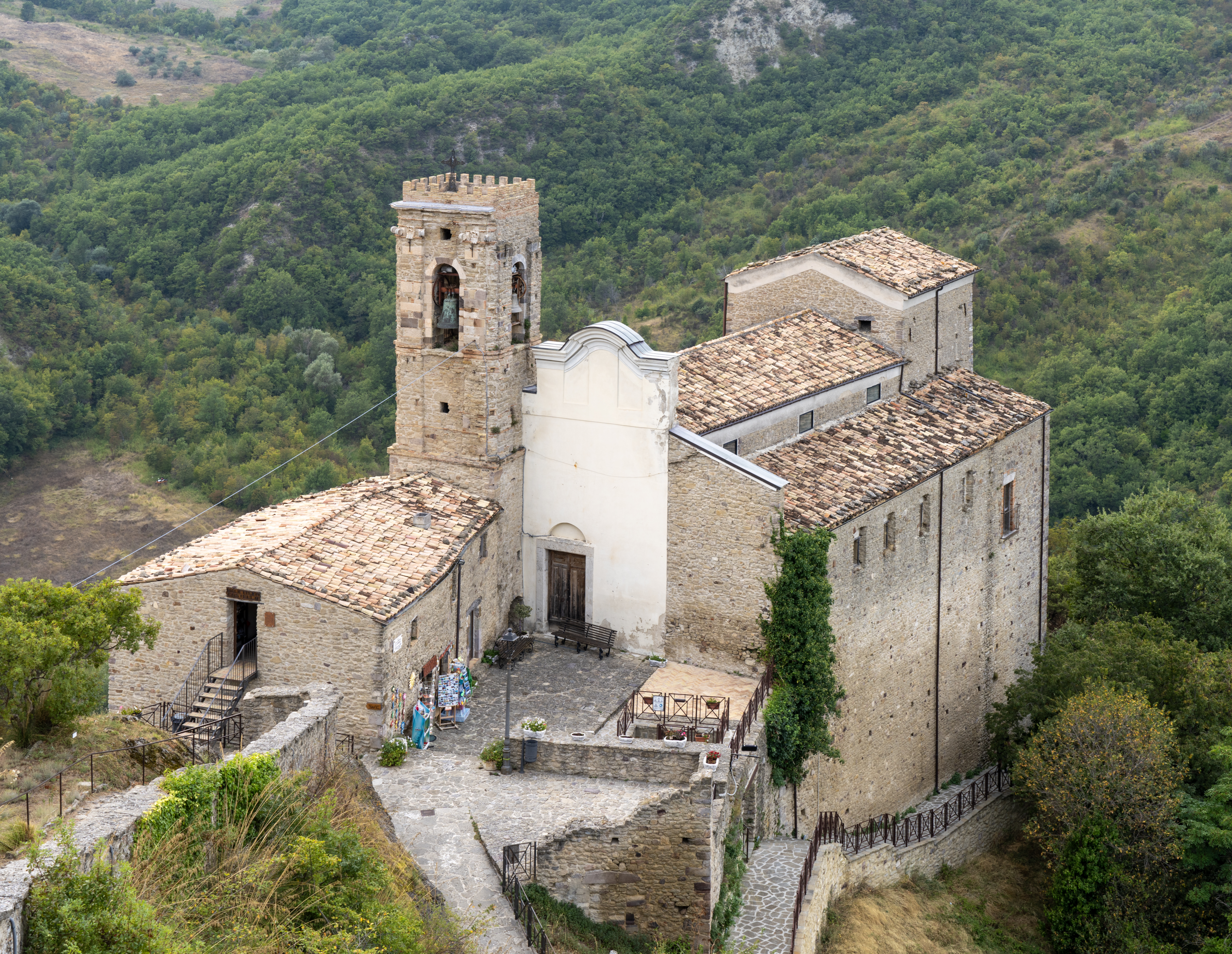
Église Saint-Pierre

## Administration
| Période                                  | Période  | Identité                   | Étiquette       | Qualité |
| ---------------------------------------- | -------- | -------------------------- | --------------- | ------- |
| 28 mai 2002                              | En cours | Nicola Fiorindo Travaglini | Centro-Sinistra |         |
| Les données manquantes sont à compléter. |          |                            |                 |         |

### Communes limitrophes
Altino, Archi, Bomba, Casoli, Gessopalena, Torricella Peligna